# Бакабейра

Бакабейра на карте штата.

Бакабейра (порт. Bacabeira) — муниципалитет в Бразилии, входит в штат Мараньян. Составная часть мезорегиона Север штата Мараньян. Входит в экономико-статистический микрорегион Розариу. Население составляет 14 925 человек на 2010 год. Занимает площадь 615,588 км². Плотность населения — 24,25 чел./км².

## Демография
Согласно сведениям, собранным в ходе переписи 2010 г. Национальным институтом географии и статистики (IBGE), население муниципалитета составляет:
| Полное население                               | Полное население                               | Полное население                               | Полное население                               | 14 925 |
| ---------------------------------------------- | ---------------------------------------------- | ---------------------------------------------- | ---------------------------------------------- | ------ |
| в том числе:                                   | Городское население                            | 3324                                           | Процент городского населения, %                | 22,27  |
|                                                | Сельское население                             | 11 601                                         | Процент сельского населения, %                 | 77,73  |
|                                                | Мужское население                              | 7510                                           | Процент мужского населения, %                  | 50,32  |
|                                                | Женское население                              | 7415                                           | Процент женского населения, %                  | 49,68  |
| Плотность населения, чел/км²                   | Плотность населения, чел/км²                   | Плотность населения, чел/км²                   | Плотность населения, чел/км²                   | 24,25  |
| Население муниципалитета в % к населению штата | Население муниципалитета в % к населению штата | Население муниципалитета в % к населению штата | Население муниципалитета в % к населению штата | 0,23   |

По данным оценки 2016 года, население муниципалитета составляет 16 553 жителя.

## История
Город основан 10 ноября 1994 года. 

## Статистика
- Валовой внутренний продукт на 2003 год составляет 52 239 077,00 реалов (данные: Бразильский институт географии и статистики).
- Валовой внутренний продукт на душу населения на 2003 год составляет 4752,46 реала (данные: Бразильский институт географии и статистики).
- Индекс развития человеческого потенциала на 2000 год составляет 0,602 (данные: Программа развития ООН).